# Alexandre Vialatte
Pour les articles homonymes, voir Vialatte.
Alexandre Vialatte, né le 22 avril 1901 à Magnac-Laval (Haute-Vienne) et mort le 3 mai 1971 dans le 7e arrondissement de Paris, est un écrivain, critique littéraire et traducteur français.

## Biographie
Alexandre Vialatte est fils d'officier ; il a un frère aîné, Pierre, et une sœur, Madeleine. De souche auvergnate, la famille a son attache à Ambert mais déménage au fil des changements de garnison du père : Toulouse, Brive et enfin retour à Ambert en 1915, après la démobilisation de celui-ci pour raison de santé.
D'abord enfant rêveur et imaginatif, le jeune Alexandre aime le dessin, la calligraphie, la poésie, mais aussi l'exercice, les sports, la nage et l'équitation. Quand se révèle son aptitude aux mathématiques, il se destine à une carrière militaire et prépare l’École navale. En 1913 il noue une amitié avec les frères Paul et Henri Pourrat. L'amitié avec le premier est interrompue par sa mort en 1923 et se reporte sur le second qui, aîné de 14 ans et déjà écrivain, deviendra pour Vialatte une figure de référence et un mentor en littérature. Les années de jeunesse se passent dans leur Auvergne d'origine, cadre de fréquentes randonnées pédestres dans les monts du Livradois et du Forez. Jusqu’à la mort d’Henri, leur amitié donnera lieu à une abondante correspondance.

### L'Allemagne et la langue allemande
Sa mauvaise vue (un œil blessé lors d'un accident d'enfance) contraint Vialatte à renoncer à l’École navale après la classe de mathématiques spéciales. Il envisage un temps la licence de mathématiques, puis s’inscrit à la faculté des lettres de Clermont-Ferrand où il prépare un diplôme de langue allemande. En 1922 il se trouve en Allemagne comme traducteur civil auprès des autorités militaires. À Spire, il est chargé de traductions administratives et de cours de français. Puis, à Mayence, la même année, il devient rédacteur à La Revue rhénane grâce à la recommandation de Jean Paulhan dont il a fait la connaissance par Henri Pourrat. C’est pour la Revue rhénane qu’il écrit ses premières chroniques (éditées en 1985 dans le volume Bananes de Königsberg). Il en devient secrétaire de rédaction, et reste en Allemagne jusqu’en 1928, avec de fréquents retours en France. Il effectue son année de service militaire à Berlin en 1924-1925. Tout en continuant à donner des chroniques à la Revue rhénane, il devient aussi rédacteur pour Les Nouvelles littéraires, Le Crapouillot et La Nouvelle Revue française.
Il prend goût à la traduction, où il voit un exercice et un entraînement littéraire permanents. Lorsqu'il découvre Franz Kafka en 1925, lors de la parution de son roman Le Château, il entreprend immédiatement de traduire et de faire connaître l’écrivain encore inconnu, qu'il considère pour partie comme un humoriste. Vialatte restera traducteur d'allemand, traduisant jusqu'en 1954 une quinzaine d'auteurs, parmi lesquels Goethe, Nietzsche, Hofmannsthal, Brecht, Thomas Mann, Emil Ludwig et Gottfried Benn.
Revenu en France en janvier 1928, il s'installe provisoirement à Firminy, où il achève son premier roman Battling le ténébreux, dont il avait commencé la rédaction à Mayence. La publication étant acceptée par Jean Paulhan, le roman est édité chez Gallimard et reçoit le prix de la fondation Blumenthal. La même année il rencontre Hélène Gros-Coissy, assistante sociale aux usines Michelin, cousine par alliance du peintre Victor Jean Desmeures, et l'épouse le 6 juillet 1929 à Clermont-Ferrand. Native de Briançon et originaire du Dauphiné, elle entraînera le couple dans un nouveau cycle de randonnées : à sa géographie intime et mythologique Vialatte ajoute le Dauphiné et les Alpes. De leur union naît Pierre en 1930. Mais malgré leur lien demeuré indéfectible, le couple n'aura que très peu de vie commune. Pourtant, c'est quand Hélène est mutée à Paris, en 1934, que Vialatte vient s'y installer, et finalement lui seul y restera tandis qu'elle repartira en Auvergne.
Jusqu'à la Seconde Guerre mondiale, Vialatte écrit des nouvelles, des articles pour les journaux ; il livre des traductions et travaille à plusieurs romans. Il fréquente sans mondanités le milieu artistique de Montparnasse, où il rencontre Constantin Brâncuși et Dubuffet. De septembre 1937 à juin 1939 il est professeur de français au lycée franco-égyptien d'Héliopolis, près du Caire. Mobilisé en septembre 1939, il se retrouve prisonnier en Alsace en juin 1940. La défaite provoque en lui un effondrement psychologique qui le conduit à l'hôpital psychiatrique de Saint-Ylie (Jura). Après une tentative de suicide il en sort en 1941. Il relate cette expérience dans Le Fidèle Berger, roman du soldat qui sombre dans la folie à force de marcher et sera sauvé en pensant à la femme aimée. Le roman, qui paraît en 1942, est interdit quelque temps par la censure allemande. Son ami Henri Pourrat mentionne : « ce bourg où Vialatte, en se retrempant chaque jour dans le limpide étang des Escures, écrivit en trois semaines Le Fidèle Berger, et, c'est le plus étonnant des livres de guerre parus durant la guerre, le plus profond. Celui où la colère, l'humour, la simplicité, la fidélité nous parlent de plus près. » Le roman est remarqué aussi par Jean Grenier, qui écrit : « Ce récit d’un accès de folie, qu’il faudrait nommer plus précisément sans doute psychose hallucinatoire, est admirable de densité et d’unité. »
En 1945, il est à nouveau correspondant en Allemagne, à Bergen-Belsen, où il rend compte des procès de criminels de guerre. Il en tire une nouvelle série de chroniques allemandes, d’un ton différent des précédentes avec lesquelles elles seront regroupées 40 ans plus tard. C’est durant ce même séjour qu’il rencontre à Baden-Baden le sculpteur Philippe Kaeppelin. Le 27 décembre 1946 il perd son frère Pierre emporté par la tuberculose. Au début de l’année 1947, Vialatte rentre en France définitivement. Tout en continuant à rédiger pour la N.R.F., il travaille alors à son roman Les Fruits du Congo, qu'il achève à Ambert. Le manuscrit est envoyé tel quel au jury du prix Charles Veillon, qui le couronne le 5 février 1950. Publié par Gallimard l’année suivante, le roman est pressenti pour le prix Goncourt, mais finalement écarté au profit du Rivage des Syrtes de Julien Gracq. Les Fruits du Congo sera un échec commercial. De son vivant, Vialatte ne publiera plus de roman.

### Journaliste et chroniqueur

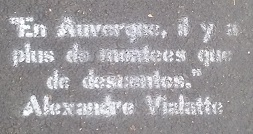
En Auvergne il y a plus de montées que de descentes, citation de Vialatte reprise en graf (street-art) à Clermont-Ferrand (2016).

Depuis son retour d’Allemagne, il est définitivement installé dans le XIIIe arrondissement parisien, à proximité de la prison de la Santé. C’est dans ce quartier qu’il continue jusqu'à sa mort son activité de littérateur. Il rédige ou remanie encore une dizaine de romans qui restent inédits. Mais son activité principale sera le journalisme : chroniqueur prolifique auprès de nombreux journaux et revues, Vialatte livre des articles littéraires (à la N.R.F., dans Réalités, Le Spectacle du monde), d'autres à vocation artistique (dans Arts, Opéra) mais aussi des billets de divertissement, humoristique ou fantaisiste ; ainsi dans Elle (« Le Paris des Parisiennes »), et dans Marie-Claire (un « Almanach »). Il écrira aussi dans Adam, Arts ménagers, Télé 7 jours et dans des publications spécialisées comme La Revue du tiercé, Le Courrier des messageries maritimes, Flammes et fumée. Il est parfois chargé du courrier des lecteurs, qu'il lui arrive de rédiger lui-même, tout comme il peut parodier l’horoscope ou l’almanach, avec un goût du second degré et du canular.
Cette masse de textes courts donnera lieu à de nombreuses publications post-mortem ; toute une part reste à exhumer, parfois dissimulée sous des pseudonymes dont celui de Frank Jeudi. Une première série de 13 volumes de chroniques, organisée par Ferny Besson, paraît chez Julliard à partir de 1985 avec des préfaces de Jean Dutourd, François Taillandier, René de Obaldia, Charles Dantzig et d'autres. La plus grande part du corpus (mais non la totalité) provient de ce qui, à côté de ses romans et traductions, deviendra après sa mort un des principaux titres de notoriété de Vialatte : à partir de 1952 il publie à un rythme hebdomadaire un peu moins de 900 chroniques dans le quotidien de Clermont-Ferrand La Montagne, avec une entière liberté quant au sujet et rédigeant sur un ton original. Il y donne libre cours à sa fantaisie. Trente ans après sa mort, l’ensemble sera réuni par son fils Pierre dans une édition grande et magnifique car presque intégrale, comprenant jusqu’aux chroniques non publiées (ainsi le total des textes passe de 888 à 898 ; trois seulement y manqueraient). Toutes s'achèvent par une formule fameuse, devenue un des mots de passe des Vialattiens, « Et c'est ainsi qu'Allah est grand », sans rapport avec le sujet de l'article, mais témoignant de son humour particulier et anti-conventionnel. Parmi la masse de ses articles, billets et chroniques, cette chute récurrente permet de distinguer à coup sûr celles qui sont parues dans La Montagne.
Dans les vingt-cinq années qui suivent son retour à Paris, c’est toujours sans esprit de mondanité que Vialatte continue à fréquenter le monde littéraire. Sa production journalistique occupe la majeure partie de son temps. En 1957, il écrit le deuxième chapitre d’un roman collectif : Le Roman des 12.
Son épouse Hélène, atteinte par la maladie depuis 1953, meurt à l'hôpital du Val-de-Grâce le 2 décembre 1962. Vialatte est de nouveau très affecté par cette disparition. Il continue à écrire : des lettres, des chroniques, des romans qu’il n’envoie plus aux éditeurs mais qu’il range dans des cartons où il les perd. Exhumés après sa mort, ils seront progressivement publiés malgré leur inachèvement, d'ailleurs relatif. Comme les chroniques, cette publication doit beaucoup aux efforts de son fils, Pierre Vialatte, à l’acharnement de ses amis comme Ferny Besson, et des éditeurs, de Bernard de Fallois à Pascal Sigoda.

### Dernières années

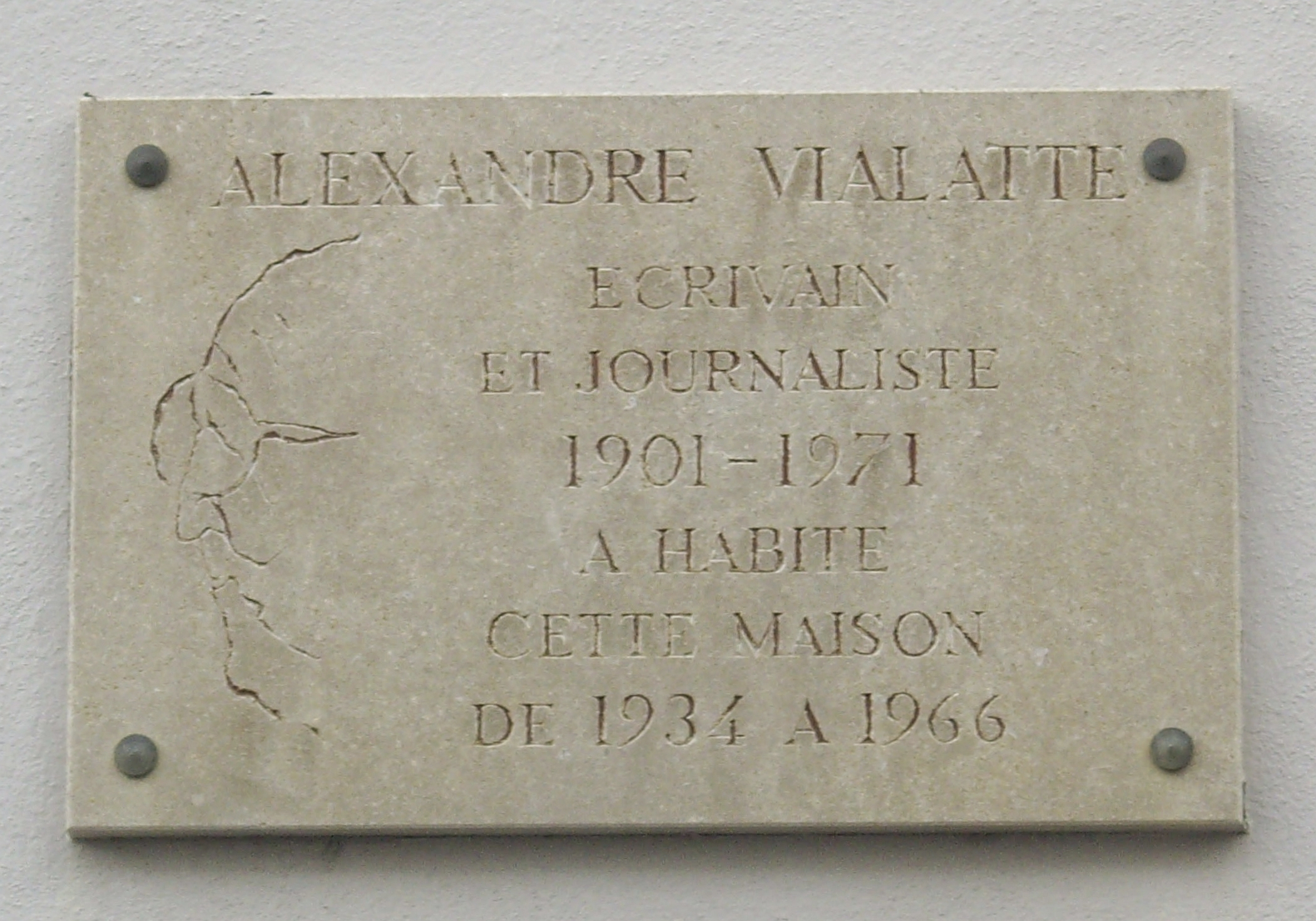
Plaque commémorative au no 158 de la rue Léon-Maurice-Nordmann à Paris, où habita Vialatte de 1934 à 1966.

Un dimanche de février 1969, c’est en quasi-inconnu qu’il est reçu par Remo Forlani à la télévision dans L’Invité du dimanche. Durant trois heures, dans un décor de tables de café voisinant avec des murs de cartons d’archives pour figurer son appartement parisien, Vialatte, entouré de quelques proches, dialogue avec Forlani et rencontre certains de ses amis célèbres : Alexandre Astruc, Mario Ruspoli, Jacques Dufilho. Il évoque Kafka, Dickens, Buffon et le catalogue Manufrance qui serait plein de choses grandes et magnifiques. Il présente le travail de quelques artistes : Dubuffet, Chaval, le dessinateur Georges Alary, le sculpteur Philippe Kaeppelin. Il lit des chroniques et des extraits de ses romans, donne des proverbes bantous de son cru. Le décor est complété par les sculptures de Kaeppelin et par un bar fantaisiste tenu par Yves Afonso en barman délirant. Jacqueline Gauthier et Georges Moustaki chantent les chansons des Fruits du Congo. L’émission est désordonnée, pleine de badinage et de second degré, conforme à l’esprit vialattien.
En avril 1971, il cosigne l'« appel aux enseignants » lancé par l'Institut d'études occidentales après la démission de Robert Flacelière de la direction de l'École normale supérieure.
Peu après, il est hospitalisé, d'abord à Necker, puis à Laennec où il meurt le 3 mai. Vialatte est inhumé au cimetière d'Ambert. Sur la place de la gare d’Ambert, le monument qui lui est dédié, sculpté par son ami Philippe Kaeppelin, rappelle qu’il était un enfant de la ville.

## Postérité et hommages
Son bestiaire, sa géographie et ses courts-circuits logiques ont été analysés par Pierre Jourde. Un dossier d’hommages, réuni par Pascal Sigoda et publié en 1997, présente des souvenirs, des analyses, des textes inédits.

### Prix Alexandre-Vialatte
En 1991 est créé le prix Alexandre-Vialatte pour « récompenser un écrivain de langue française dont l'élégance d'écriture et la vivacité d'esprit soient source de plaisir pour le lecteur ».
Après une interruption le groupe de presse Centre France, éditeur du quotidien La Montagne, lance en 2011 une opération « 2011-Année Vialatte », comprenant la recréation de ce prix, à l'initiative de Jean-Pierre Caillard.

### Hôtel Littéraire Alexandre Vialatte
Depuis le 16 novembre 2016, en plein centre-ville de Clermont-Ferrand, place Delille, un hôtel porte son nom, l’Hôtel Littéraire Alexandre Vialatte. Il appartient au groupe de la Société des Hôtels Littéraires fondé par Jacques Letertre et rend hommage à l'écrivain à travers sa décoration, un espace d'exposition et des bibliothèques.

## Œuvre
Pour sa plus grande partie, la publication en librairie est posthume, chose courante pour la correspondance et pour les articles mais moins fréquente pour les romans. Les chroniques ont connu des éditions multiples et remaniées.

### Romans et nouvelles
- Battling le ténébreux ou la Mue périlleuse, Gallimard, 1928 ; rééd. en coll. « L'Imaginaire », 1982  (ISBN 2-07-021362-5)
- Badonce et les Créatures, La Cigale, 1937; rééd. Julliard, 2003  (ISBN 2-260-01655-3)
- Le Fidèle Berger, Gallimard 1942 ; rééd. en coll. « L'Imaginaire », 2000  (ISBN 2-07-075782-X)
- Le Roman des douze, Julliard, 1957 (collectif - 1 chapitre d'A.V.)
- Les Fruits du Congo, Gallimard, 1951 ; prix Charles Veillon ; rééd. en coll. « L'Imaginaire », 1994  (ISBN 2-07-072298-8)
- L'Auberge de Jérusalem, Le Dilettante, 1986
- La Maison du joueur de flûte, Arléa, 1986
- La Dame du Job, Arléa, 1987
- La Maison de M. Inhaber, Le serpent à plumes, 1989
- Le Fluide rouge, Le Dilettante, 1990
- Salomé, Les Belles Lettres, 1992
- Camille et les Grands Hommes, Les Belles Lettres, 1994
- La Complainte des enfants frivoles, Le Dilettante, 1999
- Les Amants de Mata Hari, Le Dilettante, 2005
- Fred et Bérénice, Le Rocher, 2007
- Le Cri du canard bleu, Le Dilettante, 2012

### Poèmes
- La Paix des jardins, La Différence, 1990

### Varia
- La Basse Auvergne, J. de Gigord, coll. « Gens et pays de chez nous », 1936
- L'Auvergne absolue, Julliard, 1983
- Jean Dubuffet et le grand magma (avec Dubuffet), Arléa, 1989
- Légendes vertigineuses du Dauphiné, Bartillat, 1995
- Correspondance avec Jean Paulhan (1921-1968), Julliard, 1997
- Correspondance avec Ferny Besson (1949-1971), Plon, 1999
- Alexandre Vialatte, Jean Dubuffet, Delphine Hautois (éditrice scientifique) et Marianne Jakobi (éditrice scientifique), Correspondance(s) : lettres, dessins et autres cocasseries, 1947-1975, Paris, Au signe de la licorne, 2004, 270 p. (ISBN 2-913034-07-1)
- Correspondance avec Henri Pourrat (1916-1959), éditée sous la direction de Dany Hadjadj, Clermont-Ferrand, Presses universitaires Blaise-Pascal, 2001-2022. Prix Sivet de l'Académie française, 2016.
- Alexandre Vialatte et les Cahiers du Sud, Au Signe de La Licorne, 2012
- Lettres de Jean Dubuffet à Alexandre Vialatte "On vous attend" (1951-1969) dans Cahiers Alexandre Vialatte, n° 44, 2019.

### Chroniques
- Dernières Nouvelles de l'homme, Julliard, 1978 ; rééd. en volume Compact puis Pocket
- Et c'est ainsi qu'Allah est grand, Julliard, 1979 ; rééd. en volume Compact puis Pocket
- L'éléphant est irréfutable, Julliard, 1980 ; rééd. en volume Compact puis Pocket
- Almanach des quatre saisons, Julliard, 1981 ; rééd. en volume Compact puis Pocket
- Antiquité du grand chosier, Julliard, 1984 ; rééd. en volume Compact puis Pocket
- Bananes de Königsberg, Julliard, 1985 ; rééd. Pocket
- La Porte de bath-Rabbim, Julliard, 1986 ; rééd. Pocket
- Éloge du homard et autres insectes utiles, Julliard, 1987 ; rééd. Pocket
- Les Champignons du détroit de Behring, Julliard, 1988 ; rééd. Pocket
- Chronique des grands Micmacs, Julliard, 1989 ; rééd. Pocket
- Profitons de l'ornythorinque, Julliard, 1991
- Chronique des immenses possibilités, Julliard, 1993
- Pas de H pour Natalie, Julliard, 1995
- Dires étonnants des astrologues, Le Dilettante, 1993
- L'Oiseau du mois, Le Dilettante, 1993
- Les Proverbes bantous, avec Michel Perrin, Au Signe de la Licorne, 1998
- Kafka ou l'innocence diabolique, Les Belles Lettres, 1998 ; repris et augmenté dans Mon Kafka en 2001
- Chroniques de La Montagne, Robert Laffont, coll. « Bouquins » 2 vol., 2000
- Chroniques des Arts ménagers, Au Signe de la Licorne, 2001
- Chroniques de Flammes et Fumées, Au Signe de la Licorne, 2001
- Mon Kafka, 10/18, 2001
- Au coin du désert, Le Dilettante, 2002
- 1968 Chroniques, Julliard, 2008 (origines diverses ; préface de Philippe Meyer)
- Lettres à Maricou, Au Signe de la Licorne, 2009
- Critique littéraire, Arléa, 2010
- Résumons nous, recueil de chroniques, Robert Laffont coll. « Bouquins » , 2017

### Traductions
- Emil Ludwig (trad. de l'allemand par Alexandre Vialatte), Goethe : histoire d'un homme, Paris, Neuchâtel, V. Attinger, coll. « Occident », 1929-1950Traduction des vers allemands de Goethe par André Hesse.
- Friedrich Nietzsche (trad. de l'allemand par Alexandre Vialatte), Ecce Homo, Paris, Stock, Delamain et Boutelleau, coll. « Le Cabinet cosmopolite », 1931-1942
- Friedrich Nietzsche (trad. de l'allemand par Alexandre Vialatte), Le Gai Savoir [« Die fröhliche Wissenschaft »], Éditions Gallimard, coll. « Idées », 1950 (1re éd. 1882), 384 p.
- Franz Kafka (trad. de l'allemand par Claude David — également présentation et annotations —, Marthe Robert et Alexandre Vialatte), Œuvres complètes, Paris, Gallimard, coll. « Bibliothèque de la Pléiade », 1976-1989

### Conservation
En 2016, les archives (manuscrits, correspondance, papiers professionnels et personnels) d'Alexandre Vialatte sont entrés à la bibliothèque littéraire Jacques Doucet pour y être conservées.
Plus de 700 lettres d'Alexandre Vialatte à Henri Pourrat sont conservées à la bibliothèque du patrimoine à Clermont-Ferrand.